# غييرمو تيل فيليغاس بوليدو
غييرمو تيل فيليغاس بوليدو (بالإسبانية: Guillermo Tell Villegas Pulido) (و. 1854 – 1949 م) هو صحفي، ومحامي من فنزويلا . ولد في باريناس . تولى منصب رئيس فنزويلا (31 أغسطس 1892–7 أكتوبر 1892)، وعضو مجلس نواب فنزويلا .
وهو عضو في الحزب الليبرالي في فنزويلا .
توفي في كراكاس .

## التعليم
تعلم في جامعة فنزويلا المركزية.